# زكريا رمضان
زكريا رمضان (28 أكتوبر 1980-)، ممثل، لاعب فنون قتالية، عارض، ومنتج أفلام جزائري. من مواليد مدينة وهران بالجزائر.

## السيرة الذاتية
تلقى تعليمه وحصل على البكالوريا في تلمسان. في سن 13 بدأ ممارسة الرياضات القتالية، بما في ذلك الكاراتيه، موياي تاي وغيرها. وفي عام 2000، التحق بمدرسة دو لوفر في باريس لحضور دراسات تاريخ الفن في الوقت نفسه مارس مهنة عارض لوكالات الإعلان، مجلات الموضة والإعلانات التلفزيونية.
في 2000 حطم الرقم القياسي في موسوعة غينيس للأرقام القياسية في الفنون القتالية كستعملا رأسه لتكسير إلى نصفين كومة من 31 لوحة خشبية (31x31 سم) إلى 2.5 سم، في 30 ثانية.
وفي عام 2006، أنشأ شركة إنتاج السمعي البصري "V Production" بالتعاون مع منتجين فرنسيين الذي يؤدي البرامج ومقرها باريس ووهران.
بدايته في التمثيل كانت في أدوار ثانوية في مسلسلات على تي أف 1 وفرنسا 2، شارك أيضا في عدة أفلام منها مؤدي مشاهد خطيرة في تاكسي 1 ودور البطولة في حراقة بلوز لموسى حداد. أنتج أيضا الفيلم الروائي الطويل الجزائري الفرنسي أبواب الشمس وكانت من بطولته المطلقة.

## فيلموغرافيا

### سينما
| السنة | العنوان                        | الدور | ملاحظة        |
| ----- | ------------------------------ | ----- | ------------- |
| 1998  | تاكسي                          |       |               |
| 2012  | حراقة بلوز                     |       |               |
| 2015  | أبواب الشمس: الجزائر إلى الأبد | جواد  |               |
| 2019  | Mission بلا حدود               | زكريا | تمثيل، وإخراج |